# Idaea callunata
Idaea callunata är en fjärilsart som beskrevs av Jules Pièrre Rambur 1866. Idaea callunata ingår i släktet Idaea och familjen mätare. Inga underarter finns listade i Catalogue of Life.